# Jean et Pierre Ravier
Pour les articles homonymes, voir Ravier.
Pas d'image ? Cliquez ici
Pas d'image ? Cliquez ici
Les frères jumeaux Jean et Pierre Ravier, nés le 20 octobre 1933 à Paris, sont des pyrénéistes français. Jean Ravier est décédé le 23 septembre 2022 à Eauze dans le Gers,.

## Biographie
Jean et Pierre Ravier sont frères jumeaux nés à Paris le 20 octobre 1933,, d’Olympe et Albert Ravier. Ils ont une sœur aînée et seront suivis de quatre autres sœurs et de deux frères. En 1936, la famille s’installe à Bordeaux où Albert reprend cours de la Somme un commerce de pièces détachées pour l’automobile,. En 1940, mobilisé,, il est fait prisonnier et le reste un an. Olympe et ses enfants se replient à Tuzaguet, dans les Hautes-Pyrénées,,. Turbulents et bagarreurs, les jumeaux grimpent aux arbres et explorent les nombreuses grottes de la région. Avec leur tante Line, « électron libre » de la famille, ils écoutent Radio Londres. Après le débarquement allié du 6 juin 1944, ils fabriquent une immense croix de Lorraine en tissu et vont la déployer du haut d’un grand magnolia.
En 1946, ils découvrent la montagne lors d’une excursion familiale au Néouvielle. En 1950, ils font leurs premières escalades seuls. Après avoir gravi la face nord du Petit pic du Midi d'Ossau,, ils font l'ascension en 1951 du couloir de Gaube au Vignemale,, leur première escalade glaciaire qui est alors la plus difficile des Pyrénées. Ils forment dès lors une cordée quasiment inséparable qui collectionne de nombreuses premières ascensions dans les Pyrénées au cours des années 1950 et 1960,,. 
Les frères Ravier sont les figures principales du renouveau du pyrénéisme d'après-guerre et grimpent avec d'autres alpinistes comme Guy Santamaria, Raymond Despiau, Claude Dufourmantelle et surtout avec Pierre Bouchet. Ils grimpent également parfois à l'étranger, en Espagne, dans le Caucase ou dans le Hoggar. Jean Ravier est sélectionné pour participer en 1962, en compagnie notamment de Lionel Terray, Robert Paragot, René Desmaison et Guido Magnone,  à l'expédition française au Jannu (7 710 m) dont il atteint le sommet le 28 avril, le lendemain du succès de la première équipe de l'expédition,. 
Pierre et Jean Ravier ont repris le magasin de pièces automobiles de leur père et pratiquent l'alpinisme en amateur, le week-end ou pendant les vacances. Ils ont continué à grimper jusqu'au début des années 2000.
Jean Ravier est mort le 23 septembre 2022 à Eauze dans le Gers,.

## Principales ascensions
Jean et Pierre Ravier ont ouvert plus de 200 itinéraires dans les Pyrénées, en particulier :
- la face Nord classique du Piton Carré au Vignemale, également appelée voie Ravier[3] le 31 juillet 1954, accompagnés de J. Teillard ;
- la face Nord par le dièdre Nord-Est de la Grande aiguille d'Ansabère, dans le cirque de Lescun (Pyrénées-Atlantiques), les 12 et 13 août 1954, accompagnés de Guy Santamaria[3],[4] ;
- la face sud-ouest du grand pic du Midi d'Ossau, 1955[4],[6] ;
- l'éperon Nord du petit pic du Midi d'Ossau[3], le 24 juin 1956;
- la face nord de la tour du Marboré (Jean Ravier et Claude Dufourmantelle) en 1956[4],[3],[6] ;
- la traversée hivernale des trois arêtes du Balaïtous[3],[6] ;
- le dièdre jaune au Grand Vignemale[6] ;
- le pilier de l'Embarradère au pic du Midi d'Ossau[6] ;
- le couloir de l'Y au Vignemale[6] ;
- la face sud de la dent d'Orlu[6].

## Documentaires
- DVD : Guy Fournié, Les jumeaux du vertige, 75 min
- Film : Maryse Bergonzat, Les Frères Ravier, l'aventure pyrénéenne, 52 min, 2008.

## Source
- Jean-François Labourie, Rainer Munsch, Jean & Pierre Ravier, 60 ans de pyrénéisme, photographies de Jean et Pierre Ravier, 2006, Le Pin à Crochets.